# Молодой и невинный
«Молодой и невинный» (англ. Young and Innocent) — кинофильм режиссёра Альфреда Хичкока, вышедший на экраны в 1937 году. Экранизация романа Джозефины Тэй «Шиллинг за свечи» (A Shilling For Candles).

## Сюжет
Прибой выносит тело актрисы, которую задушили поясом от плаща. Все улики против её знакомого Роберта Тисдолла (Деррик де Марни), но он утверждает, что не совершал преступления. Расследование ведёт полковник Бергойн (Перси Мармонт). Его дочь Эрика (Нова Пилбим) чувствует, что Роберт невиновен, и решает ему помочь.

## В ролях
- Нова Пилбим — Эрика Бергойн
- Деррик де Марни — Роберт Тисдолл
- Перси Мармонт — полковник Бергойн
- Эдвард Ригби — Старый Уилл
- Мэри Клэр — тетя Эрики
- Джон Лонгден — инспектор Кент
- Джордж Керзон — парень
- Бэзил Рэдфорд — дядя Эрики
- Джордж Мерритт — сержант Миллер
- Памела Карме — Кристина

## Интересные факты
- Съёмки проходили с конца марта по начало мая 1937 года. Павильонные съемки проводились на студиях Lime Grove и Pinewood.
- Камео Альфреда Хичкока — репортёр, который стоит у здания суда.
- В американском прокате фильм шёл под названием «Девушка была молода» (англ. The Girl Was Young).
- В рекламном постере фильма было написано «преемник „39 ступеней“».